# Philipp Nicolai
Philipp Nicolai (Mengeringhausen, Hesse; 10 de agosto de 1556-Hamburgo, 26 de octubre de 1608), teólogo alemán del Landgraviato de Hesse, pastor luterano, poeta y reconocido compositor de himnos (textos). Dos de ellos famosos: «Wachet auf, ruft uns die Stimme» y «Wie schön leuchtet der Morgenstern».

## Biografía
Era hijo de un pastor luterano. Estudió teología en las universidades de Erfurt y Wittenberg (1575-1579), y llegó a ser pastor de confesión luterana. Era una época de guerras religiosas en Europa, y varias veces tuvo que huir y ocultarse en su congregación. Era escritor teológico y defensor de la teología luterana, por ello se oponía a los calvinistas. En 1588 fue elegido pastor en Altwildungen, en 1596 en Unna, Westfalia, y en 1601 en Hamburgo.
Mientras ejercía como pastor en Westfalia, a finales de 1597 la plaga infectó a 1300 de sus feligreses y para confortarlos, escribió una serie de meditaciones conocidas como Freudenspiegel que han llegado a ser muy famosas.